# Selouszebra
De selouszebra (Equus quagga selousi) is een ondersoort van de steppezebra. De ondersoort komt voor in het zuidoosten van Afrika, voornamelijk in Mozambique.
Deze ondersoort lijkt op de burchellzebra, maar is te onderscheiden door zijn poten, die tot aan de hoeven gestreept zijn.
De selouszebra heeft een zuivere zwart-witte band zonder de bruine schaduwstrepen van de chapmanzebra. Deze strepen lopen langs de flanken en over het hele lichaam, behalve over het gezicht en de nek. De bovenste helft is bedekt met horizontale strepen, meestal vervaagd, die niet rond de poten lopen. De buik is gedeeltelijk gestreept. Hun gemiddelde gewicht is 300 kilogram en hun gemiddelde schouderhoogte is 59 centimeter. Hun spoor meet 121 millimeter x 89 millimeter.